# Tamworth (Australia)
Tamworth – miasto w Australii, w stanie Nowa Południowa Walia, w regionie Northern. Miasto położone przy skrzyżowaniu dróg New England Highway i Oxley Highway, w odległości ok. 420 km na północ od Sydney i 280 km na zachód od Port Macquarie.
W Tamworth odbywa się corocznie od 1973 roku, jeden z największych festiwali muzyki country na świecie. Festiwal rozpoczyna się w połowie stycznia, jest połączony z innymi imprezami i trwa dwa tygodnie. W roku 2007 podczas festiwalu, oszacowano liczbę przybyłych turystów na ok. 50000.
Tamworth było pierwszym miejscem na półkuli południowej z elektrycznym oświetleniem ulic, założonym w 1888 roku.
W mieście rozwinął się przemysł spożywczy.

## Współpraca
- Gore, Nowa Zelandia
- Nashville, Stany Zjednoczone
- Sannohe, Japonia
- Tamworth, Anglia
- Chaoyang, Chińska Republika Ludowa
- DeKalb, Stany Zjednoczone